# Джус, Людмила Тимофеевна
Людмила Тимофеевна Джус (род. 2 августа 1944, Тетюхе, Приморский край) — советская, украинская и российская художница. Член Национального союза художников Украины (1973). Заслуженный художник Украинской ССР (1990). Народный художник Украины (1995).

## Биография
Людмила Тимофеевна Джус родилась 2 августа 1944 года в селе Тетюхе, Приморский край. С 1950 года проживает в Ялте. С 1959 года обучалась в Крымском художественном училище им. Н. С. Самокиша, где познакомилась с будущим мужем, Степаном Джусом. В 1970 году окончила Харьковский художественно-промышленный институт, отделение монументально-декоративной живописи, педагоги по специальности: профессор Е. П. Егоров, А. А. Хмельницький, Б. Колесник. С 1973 года — член Союза художников УССР.

## Творчество
Художница декоративно-монументального искусства. С начала 70-х годов семья Джусов выполняла государственные заказы по художественному оформлению интерьеров правительственных резиденций на Южном берегу Крыма, в частности форосской резиденции «Заря», стены которой украшены флорентийской мозаикой, гобеленами и живописью. Они оформляли интерьеры крымских санаториев «Марат», «Мисхор», «Ай-Петри», «Черноморье», «Гурзуф», изготавливали гобелены для административных зданий в Киеве, Харькове, Запорожье. Людмила также работает как станковый живописец. Произведения хранятся в музеях и частных коллекциях Украины, России, Германии, Австрии, Венгрии, Японии, Канады, США.

## Награды
- В 1990 году присвоено почётное звание «Заслуженный художник Украинской ССР».
- Указом от 21 декабря 1995 Джус Людмиле Тимофеевне — художнице-живописцу, г. Ялта, Автономная Республика Крым, было присвоено звание «Народный художник Украины»[2]
- Премия Автономной Республики Крым за 1998 год в области изобразительного искусства (1999, совместно с С. П. Джусом) — за живопись, гобелены, флорентийскую мозаику[3]
- Почётная грамота Президиума Верховной Рады Автономной Республики Крым (2004)[4]
- Орден княгини Ольги 3-й степени (2009)[5]

## Семья
- Муж — Степан Петрович Джус (1941—2023) заслуженный художник Украинской ССР (1979), Народный художник Украины (1995), Почётный  гражданин города Ялты (2011)[6][7].
- Сын — Тарас Степанович Джус (1975, Ялта) заслуженный художник Украины, член Национального союза художников Украины, живописец[8].